# Napoleon auf St. Helena
Napoleon auf St. Helena (Napoleón en Santa Elena, en español) es una película muda de Alemania dirigida por Lupu Pick sobre su propio guion escrito en colaboración con Abel Gance y Willy Haas que se estrenó en Berlín el 7 de noviembre de 1929 y era protagonizada por Werner Krauss.
La película relata los últimos años de Napoleón, entre 1815 y 1821, período en el que estuvo en reclusión forzada en la isla británica de Santa Elena en el Océano Atlántico después de la derrota de la batalla de Waterloo.

## Reparto
- Werner Krauss ... Napoléon Bonaparte
- Hanna Ralph ... Señora Bertrand
- Albert Bassermann ... Hudson Lowe - Gobernador de St. Elena
- Philippe Hériat ... general Henri Gatien Bertrand
- Louis V. Arco... Graf Montholon
- Paul Henckels ... Emmanuel de Las Cabañas
- Georges Péclet ... Valet Marchand
- Martin Kosleck
- Theodor Loos ... capitán Pionkowski
- Erwin Kalser ... Dr O'Meara
- Eduard von Winterstein ... Gebhard Leberecht von Blücher
- Albert Florath ... Luis XVIII
- Fritz Staudte ... Charles-Maurice de Talleyrand-Périgord
- Alfred Gerasch ... Alejandro I de Rusia
- Franz Schafheitlin
- Ernst Rotmund ... coronel Reed
- Jack Mylong-Münz